# Olof Thorell
Olof Thorell (i riksdagen först kallad Thorell i Charlottendal, senare Thorell i Hökerum), född 22 mars 1827 i Toarps församling, Älvsborgs län, död 18 januari 1914 i Sätila församling, Älvsborgs län, var en svensk godsägare och politiker.
Han företrädde bondeståndet i Ås och Gäsene härad vid ståndsriksdagen 1862–1863. Thorell var senare ledamot av riksdagens andra kammare 1870–1875, invald i Ås och Gäsene domsagas valkrets i Älvsborgs län.